# Olivier Aertssen
Olivier Aertssen (Veldhoven, Países Bajos, 7 de agosto de 2004) es un futbolista neerlandés que juega como defensa en el PEC Zwolle de la Eredivisie.

## Trayectoria
Comenzó su carrera futbolística en equipos amateurs entre Oirschot, Wolphaartsdijk y Kloetinge, antes de incorporarse a Sparta de Róterdam en 2018 y a la Academia Juvenil del Ajax un año después, ya que tenían una colaboración con el club de Róterdam.
Comienza la temporada 2021-22 como titular en el equipo juvenil del Ajax de Ámsterdam, sobre todo en la Liga Juvenil de la UEFA 2021-22. Debutó como profesional con el Jong Ajax el 10 de enero de 2022, siendo titular en la victoria a domicilio por 2-0 en la Eerste Divisie contra el Jong FC Utrecht como central. Con ello se convirtió en el cuarto futbolista profesional más joven de la Provincia de Zelanda, sólo por detrás de John Karelse, Erwin Nuytinck y Rick van Drongelen.

## Estadísticas

### Clubes
Actualizado al último partido disputado el 3 de noviembre de 2024.
| Club                             | Div.          | Temporada     | Liga  | Liga  | Copas nacionales | Copas nacionales | Copas internacionales | Copas internacionales | Total | Total |
| Club                             | Div.          | Temporada     | Part. | Goles | Part.            | Goles            | Part.                 | Goles                 | Part. | Goles |
| -------------------------------- | ------------- | ------------- | ----- | ----- | ---------------- | ---------------- | --------------------- | --------------------- | ----- | ----- |
| Jong Ajax · Países Bajos         | 2.ª           | 2021-22       | 3     | 0     | —                | —                | —                     | —                     | 3     | 0     |
| Jong Ajax · Países Bajos         | 2.ª           | 2022-23       | 36    | 1     | —                | —                | —                     | —                     | 36    | 1     |
| Jong Ajax · Países Bajos         | 2.ª           | 2023-24       | 23    | 0     | —                | —                | —                     | —                     | 23    | 0     |
| Jong Ajax · Países Bajos         | 2.ª           | 2024-25       | 1     | 0     | —                | —                | —                     | —                     | 1     | 0     |
| Jong Ajax · Países Bajos         | Total club    | Total club    | 63    | 1     | 0                | 0                | 0                     | 0                     | 63    | 1     |
| Ajax de Ámsterdam · Países Bajos | 1.ª           | 2022-23       | 0     | 0     | 1                | 0                | 0                     | 0                     | 1     | 0     |
| Ajax de Ámsterdam · Países Bajos | 1.ª           | 2023-24       | 0     | 0     | 0                | 0                | 0                     | 0                     | 0     | 0     |
| Ajax de Ámsterdam · Países Bajos | Total club    | Total club    | 0     | 0     | 1                | 0                | 0                     | 0                     | 1     | 0     |
| PEC Zwolle · Países Bajos        | 1.ª           | 2024-25       | 3     | 0     | 1                | 0                | —                     | —                     | 4     | 0     |
| PEC Zwolle · Países Bajos        | Total club    | Total club    | 3     | 0     | 1                | 0                | 0                     | 0                     | 4     | 0     |
| Total carrera                    | Total carrera | Total carrera | 66    | 1     | 2                | 0                | 0                     | 0                     | 68    | 1     |